# 下山門通り
下山門通り（、ローマ字表記: Shimo-yamato Dōri）は、福岡県道560号都地姪浜線のうち福岡県福岡市西区の小戸西交差点から外環西口交差点までの区間について付けられた福岡市道路愛称である。

## 特徴
下山門通りは国道202号と福岡市の湾岸方面とを結ぶ全長約1.9キロメートルの幹線道路の福岡市道路愛称である。国道202号が福岡外環状道路（）が交差する外環西口交差点から北上し、明治通りが交差する小戸西交差点を直進して、博多湾（博多港）の沿岸を東に向かうマリナ通りに接続し、さらによかトピア通りに連なって、所謂湾岸道路を形成する。

道路の写真
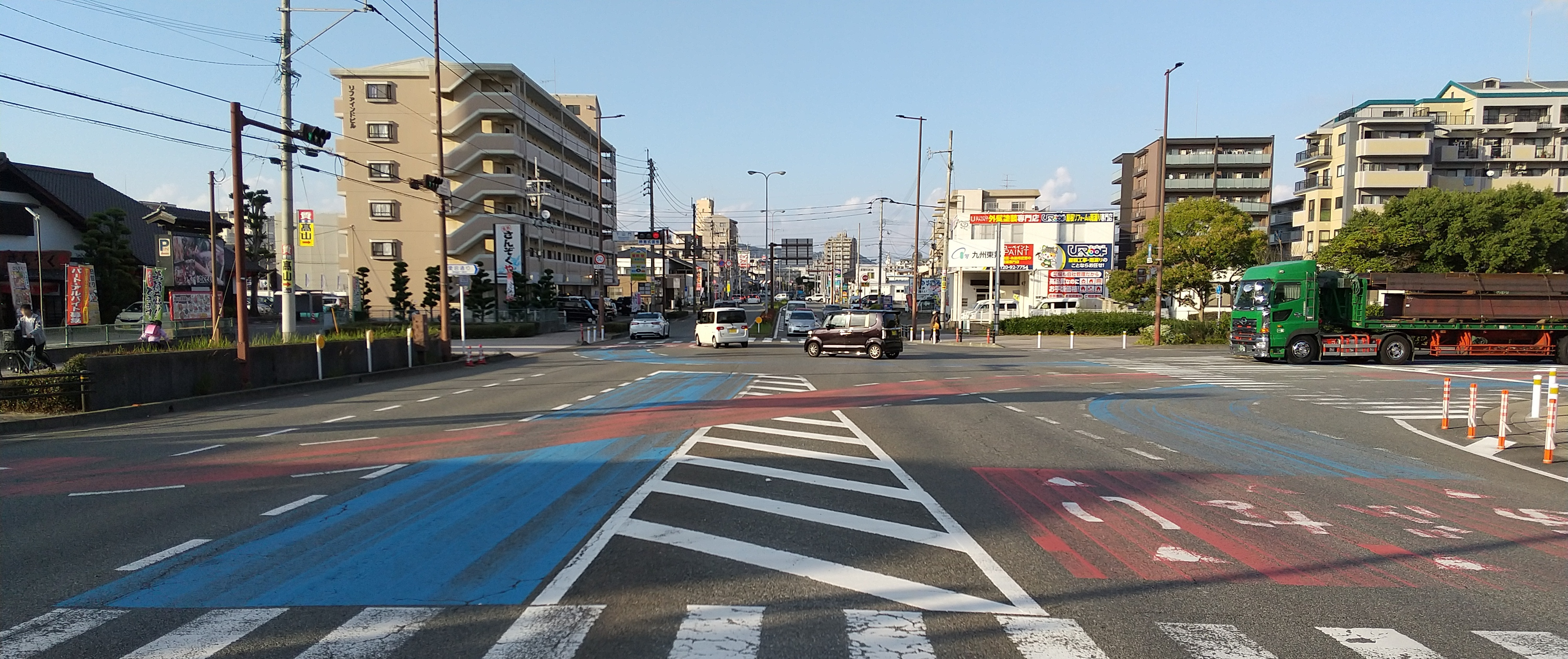
下山門交差点の北側（左：下山門三丁目、右：下山門一丁目）

## 由来
福岡市道路愛称の「下山門通り」は公募の応募数が1位であることから2009年（平成21年）に市制施行120周年記念として付けられた。

## 周辺
- 白十字病院・白十字リハビリテーション病院（救急指定病院）
- 福岡西郵便局

## 通過する自治体
- 福岡県福岡市西区

## 接続する主な通り
| 交差する道路         | 交差する道路 | 交差する場所   |
| -------------------- | ------------ | -------------- |
| 福岡市道千代今宿線   | 明治通り     | 小戸西交差点   |
| 福岡市道豊浜拾六町線 | 愛宕通り     | 下山門交差点   |
| 国道202号            | 今宿新道     | 外環西口交差点 |